# XDEATHSTARx
xDEATHSTARx es una banda americana de Hardcore/Metalcore cristiano de Redlands, CA. Todos los miembros son straight edge e incorporan música cristiana y temas straight edge dentro de su música, con su punto de vista de la pérdida de valores en la sociedad moderna.
El grupo lanzó su primer álbum en 2004 actualmente con la firma discográfica Facedown Records. xDeathstarx ha grabado dos álbumes de larga duración y dos EP independientes de sellos discográficos independientes, incluyendo Facedown Records, Life Sentence Records, y I Witness Media. La banda cuenta con tres vocalistas de tiempo completo, así como un total de tres guitarristas, uno de los cuales es bajo. Aparecieron en The Discovery Channel’s Jesse James' Monster Garage. En 2008, se lanzó una versión remasterizada de su álbum de debut, que había estado fuera de impresión. En marzo de 2009, la banda anunció que romperian y seguirían adelante por caminos separados.
Se rumorea que los miembros de la banda son Veganos  como su biografía se menciona un "ThanksVegan" fiesta en Redlands, CA. En marzo de 2009, la banda anunció que su último concierto tendrá lugar el 4 de abril en Facedown Fest 2009 en California.
En 2015 la banda se reunió publicando el video musical "Generation", su primer material en ocho años.

## Otros Proyectos
Actualmente los miembros participan en otros proyectos como Sleeping Giant. Los 8 miembros de xDeathstarx han hecho apariciones en los últimos años, incluidos con los miembros de Every Man For Himself, Winds Of Plague, Force Of Change, The Great Commission, Suffocate Faster, Emmure & Impending Doom.

## Discografía

### Álbumes
| 2008 | The Triumph Re-Release | Facedown Records      |
| 2007 | We Are The Threat      | Facedown Records      |
| 2004 | The Triumph            | Life Sentence Records |

### EP
| 2005 | Split 7" w/ Suffocate Faster | I Witness Media / Self Core Records |
| 2003 | Beware Of The xDEATHSTARx    | Facedown Records                    |

### Compilaciones
| 2003 | Rise Up: Hardcore '03                                   | 07. Die To Remain |
| 2005 | Punk Rock is Your Friend: Kung Fu Records Sampler No. 6 | 15. Aftermath     |